# كأس السوبر الآسيوي 1998
كأس السوبر الآسيوي 1998 هي بطولة كأس السوبر الآسيوي الرابعة، لعبت المبارة بين بوهانغ ستيلرز الكوري الجنوبي الفائز في بطولة الأندية الآسيوية والنصر السعودي يوسف  بطل كأس الكؤوس الآسيوية 1998.

## المبارة
| الفريق الأول  | إجم.  | الفريق الثاني | مباراة الذهاب | مباراة الإياب |
| ------------- | ----- | ------------- | ------------- | ------------- |
| بوهانغ ستيلرز | 1 - 1 | النصر         | 1–1           | 0–0           |

### المباراة الأولى
| بوهانغ ستيلرز | 1 – 1 | النصر |
| ------------- | ----- | ----- |
|               |       |       |

### المباراة الثانية
| النصر | 0 – 0 | بوهانغ ستيلرز |
| ----- | ----- | ------------- |
| 1     |       |               |

## البطل
| بطل كأس السوبر الآسيوي 1998 نادي النصر |
| -------------------------------------- |
| · السعودية · للمرة الأولى              |